# Galium idubedae
Galium idubedae là một loài thực vật có hoa trong họ Thiến thảo. Loài này được (Pau & Debeaux) Pau ex Ehrend. mô tả khoa học đầu tiên năm 1960.